# Обеліски Рима

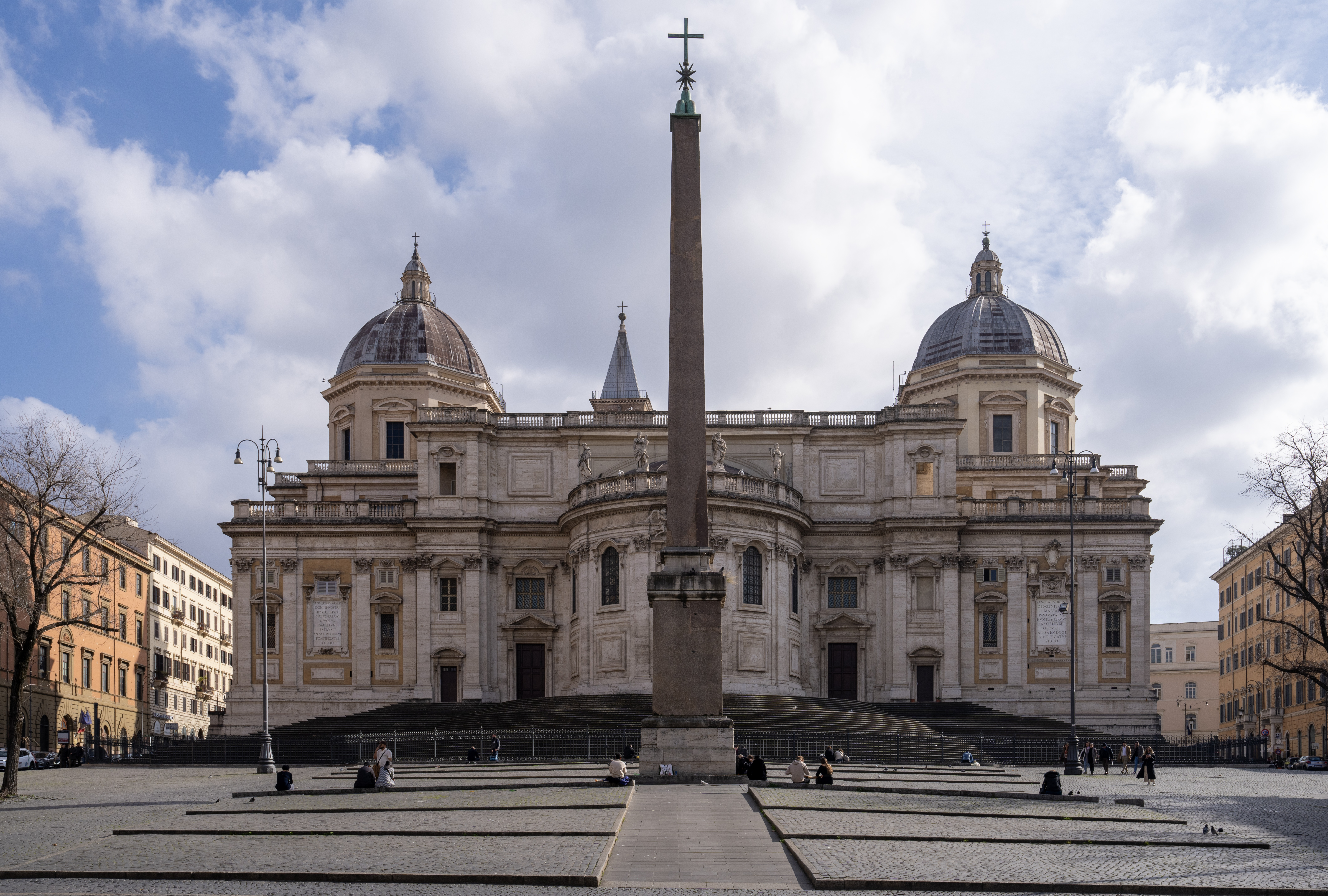
Обеліск на Piazza dell'Esquilino навпроти Санта Марія Маджоре

У Римі є 15 обелісків, привезених з Єгипту в Рим римськими імператорами, деякі були виготовлені в Римі.
Папи відновили античні обеліски і встановили їх у нових місцях, де вони слугували почасти путівниками для прочан (наприклад, обеліск у Санта-Марія-Маджоре).
- Обеліск на площі Навона
- Обеліск на площі Сан Джованні ін Латерано
- Обеліск на пьяцца дель Пополо
- Обеліск на via delle Terme di Diocleziano (Обеліск Доґалі)
- Обеліск на Piazza Rotonda
- Обеліск на Piazza della Minerva (Слон Берніні)
- Обеліск на площі Piazza Montecitorio
- Обеліск на площі святого Петра у Ватикані
- Обеліск в саду вілли Челімонтана
- Обеліск на вершині Іспанських сходів
- Обеліск на Пінціо
- Обеліск на Piazza del Quirinale
- Обеліск на Piazza dell'Esquilino
- Обеліск на Piazza di Porta Capena (Аксум обеліск)
- Обеліск на Італійському форумі (Обеліск Муссоліні)

## Галерея

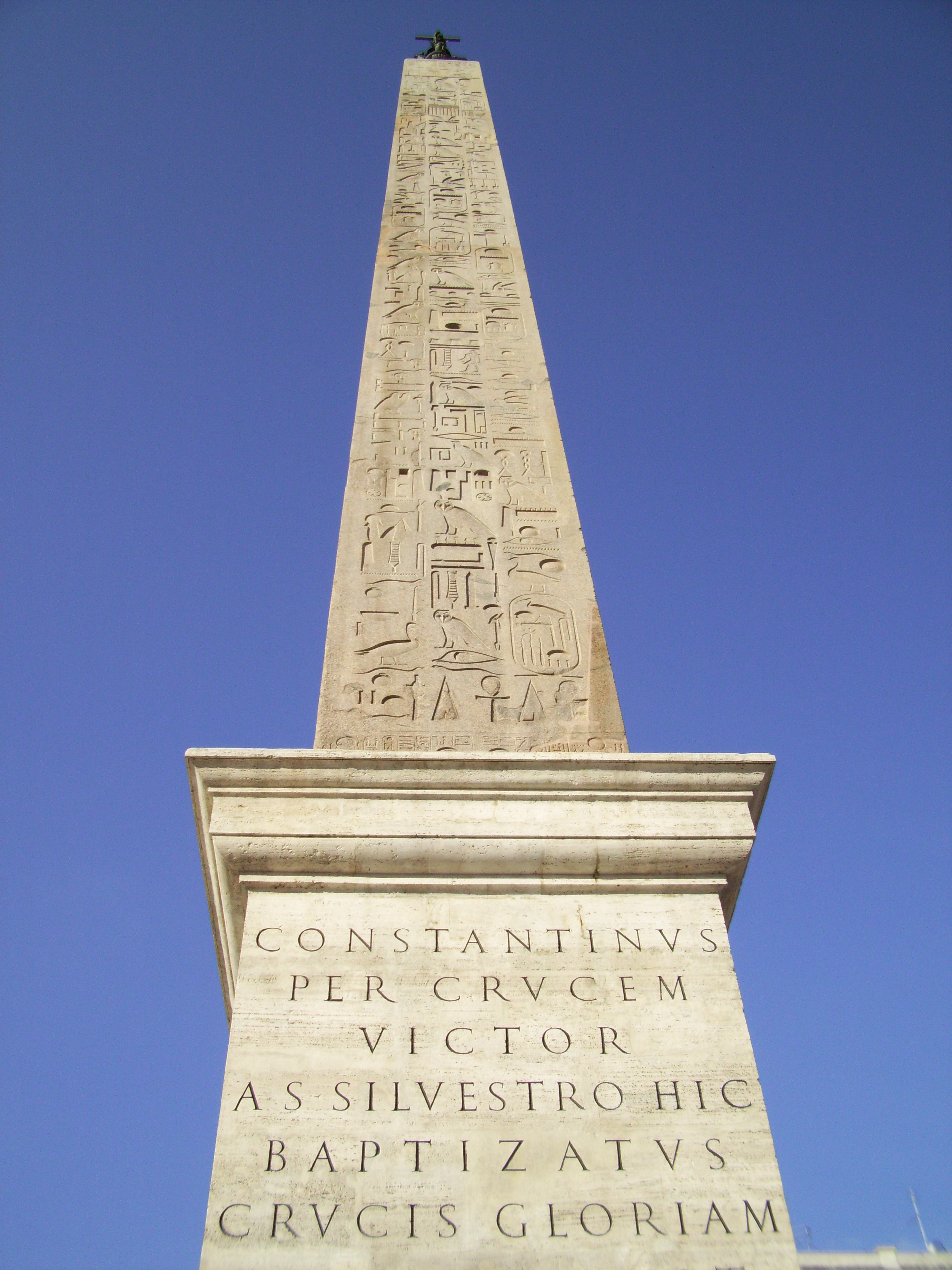
Латеранський обеліск після реставрації, 2008
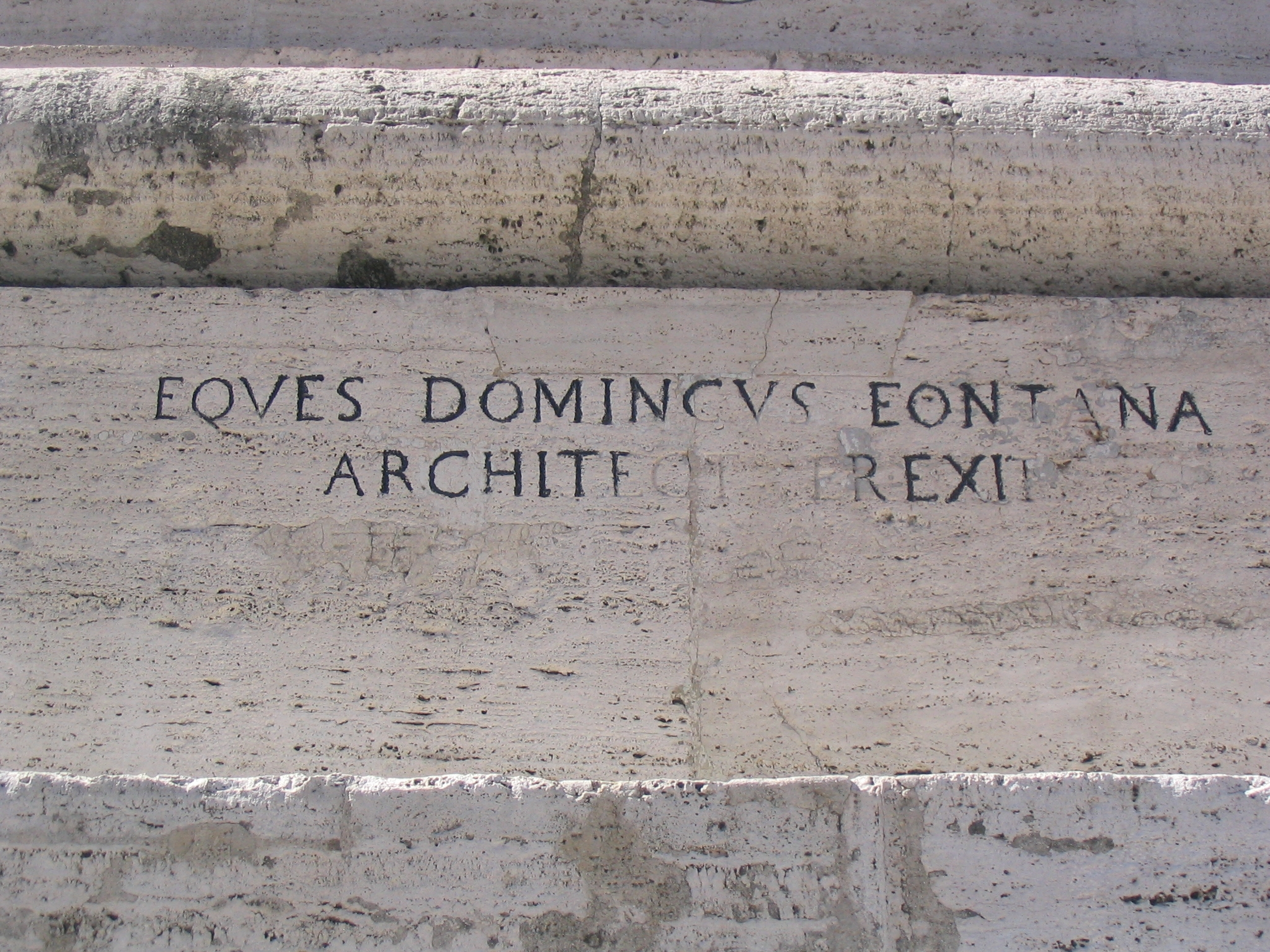
Латеранський обеліск, напис
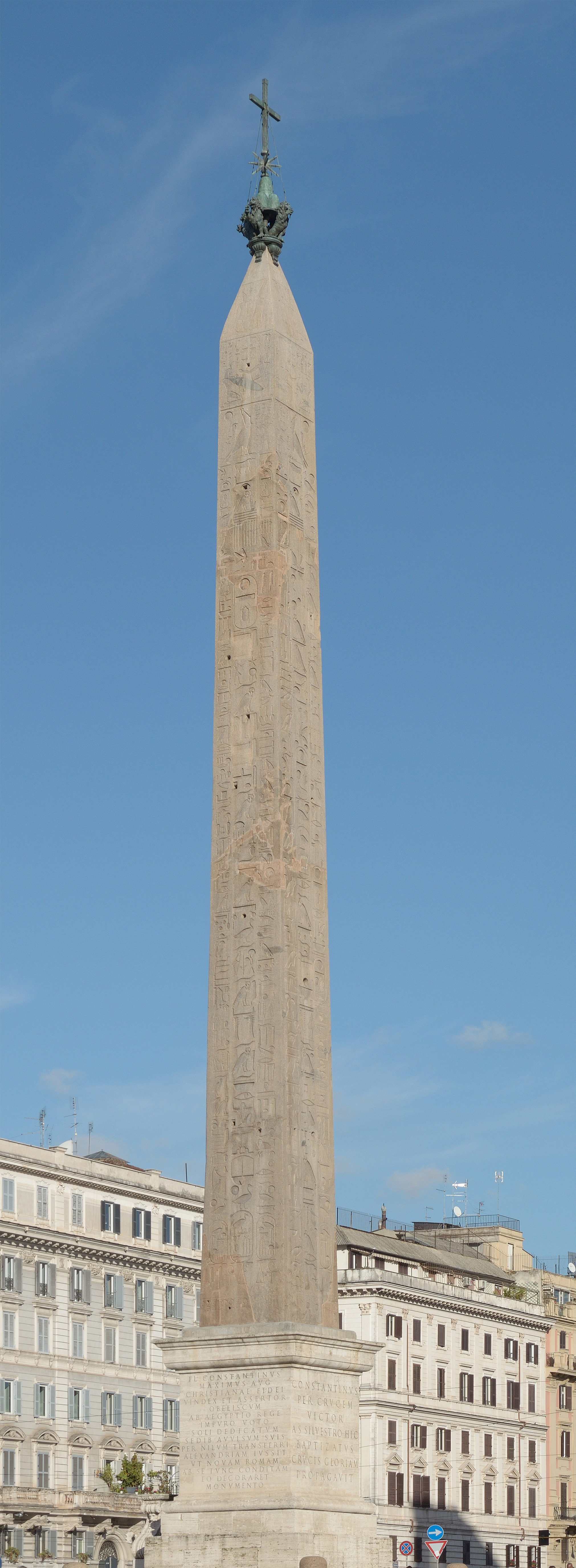
Латеранський обеліск
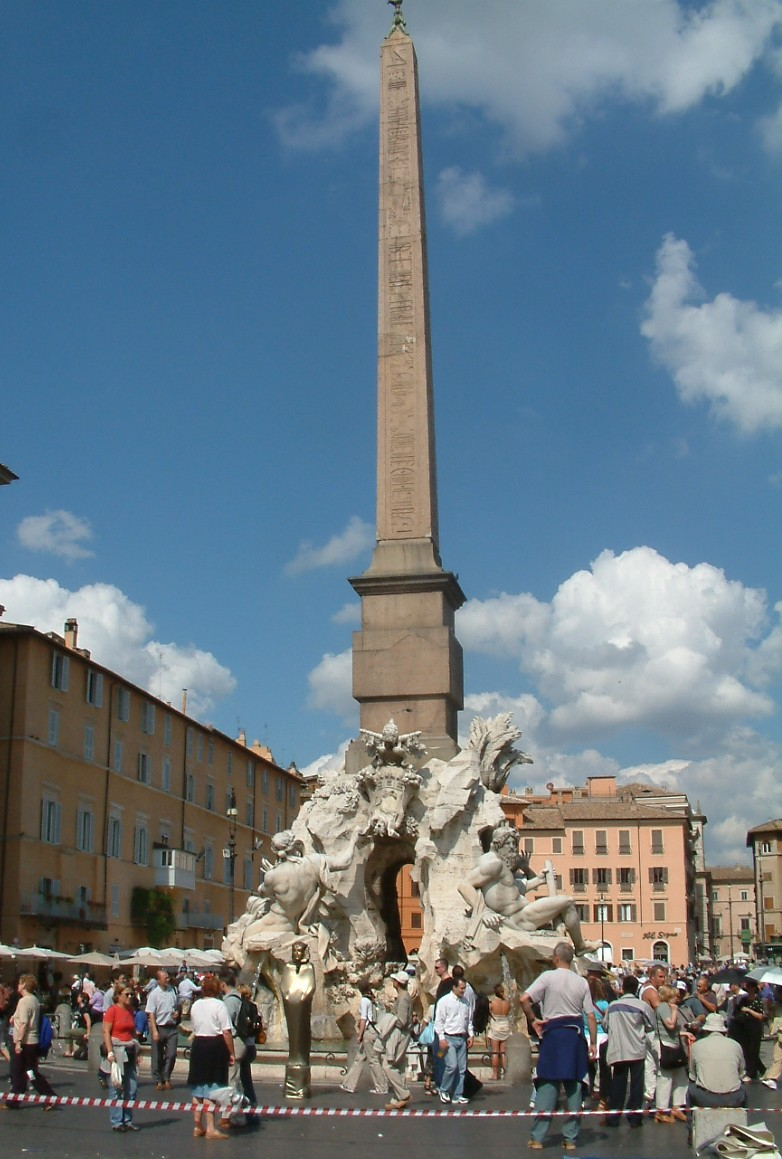
Біля фонтану чотирьох рік
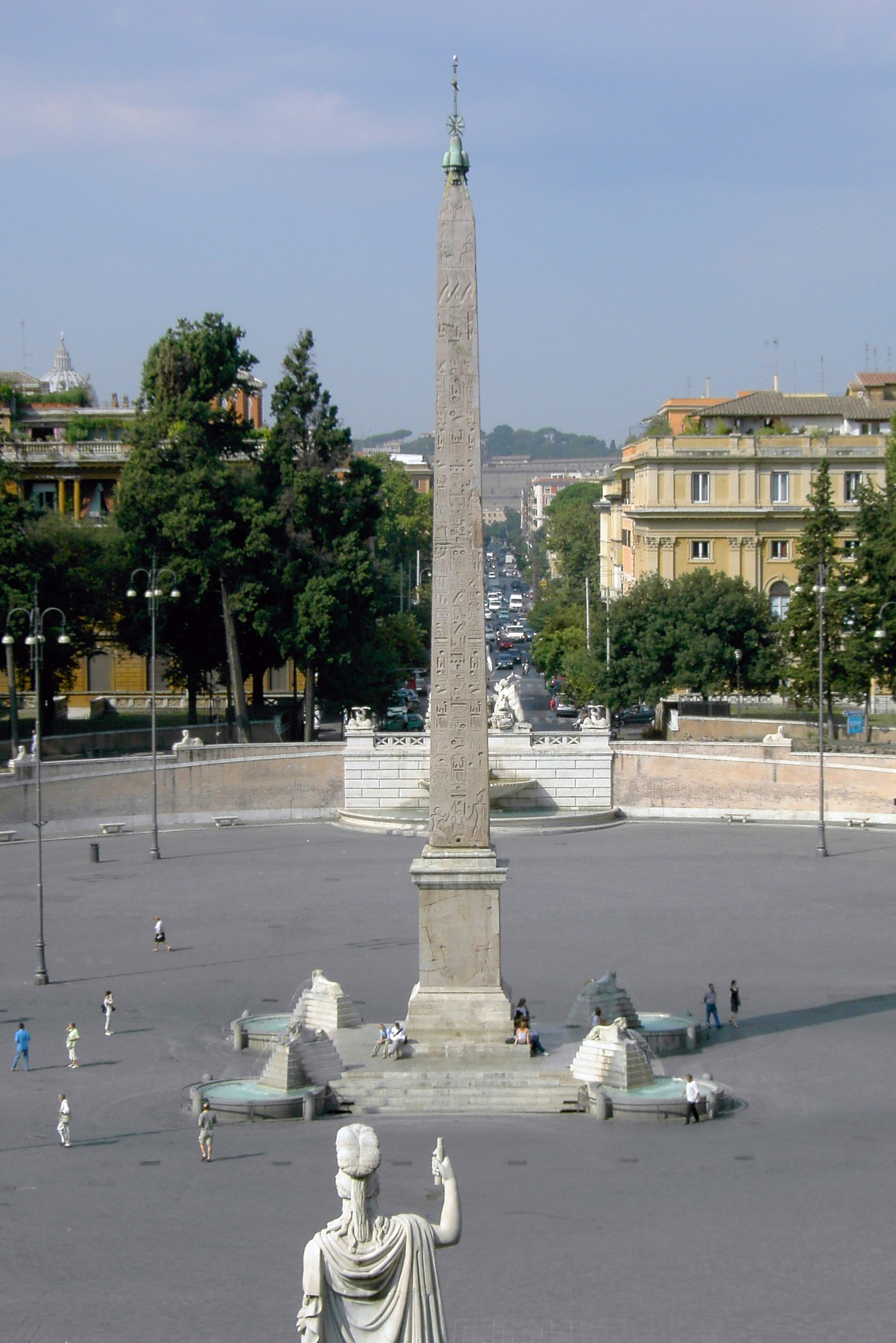
Обеліск Фламінія на п'яцца дель Пополо
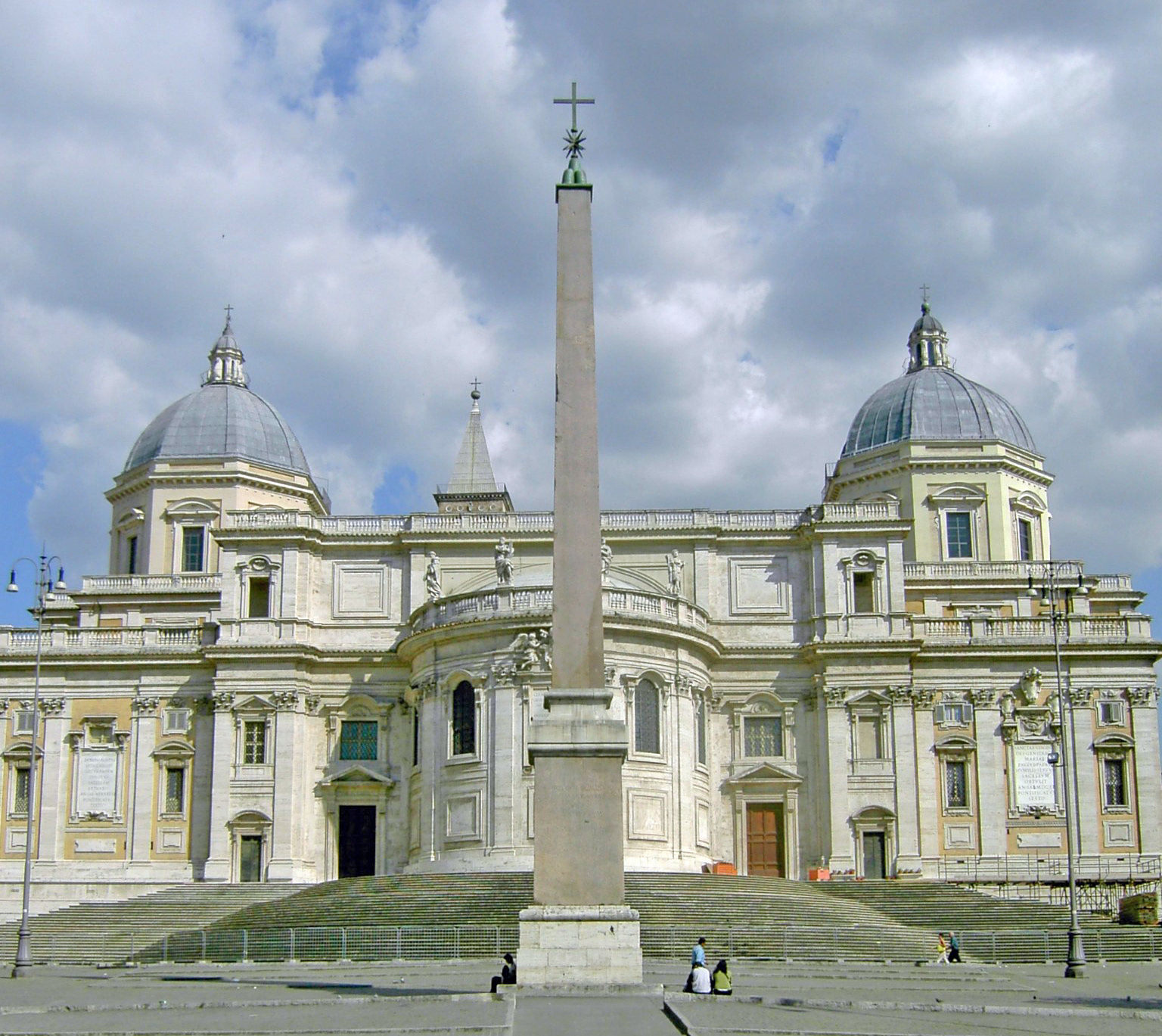
Обеліск Санта Марія Маджоре
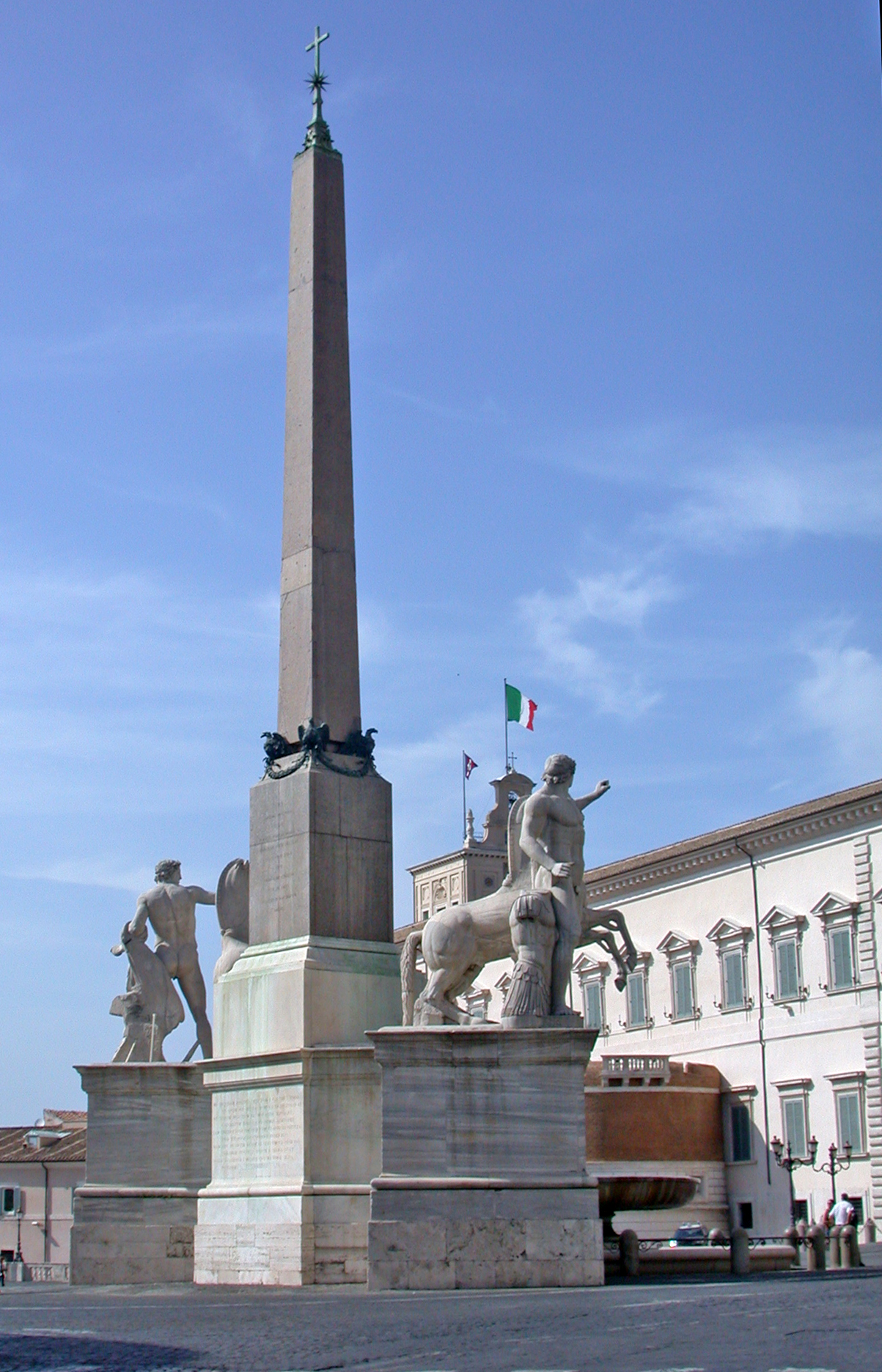
Обеліск на п'яцца Квірінале
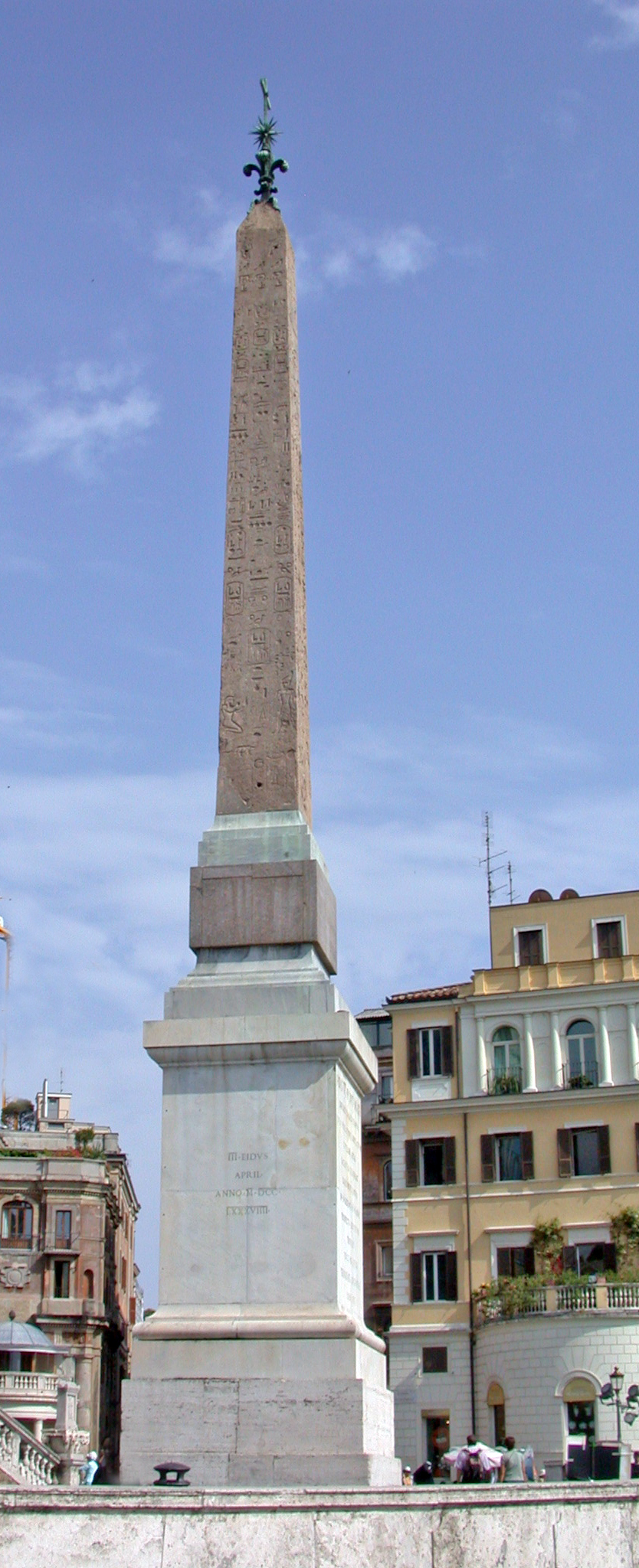
Обеліск на п'яцца Трініта деі Монті
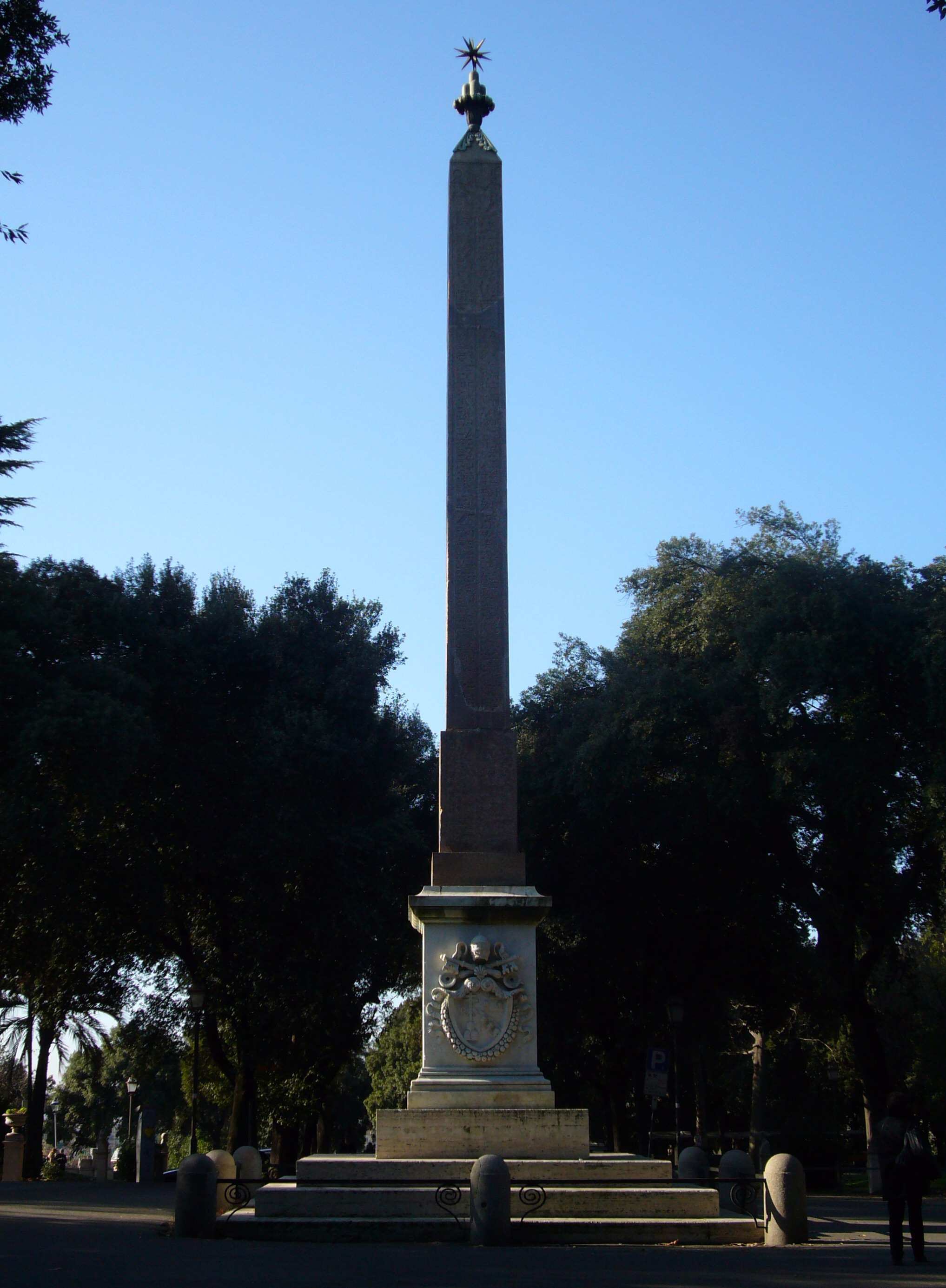
Обеліск Пінчано
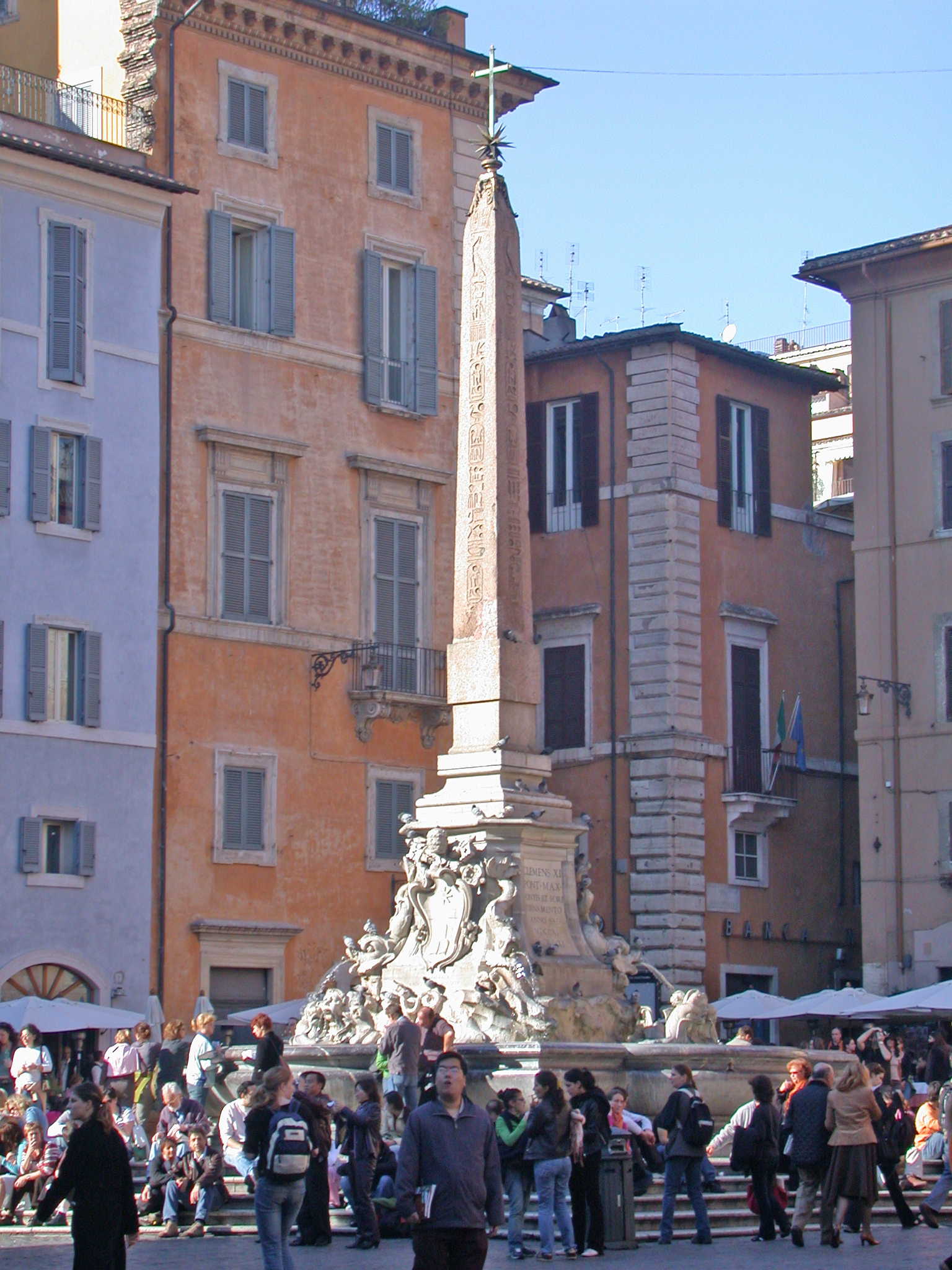
Обеліск біля Пантеону
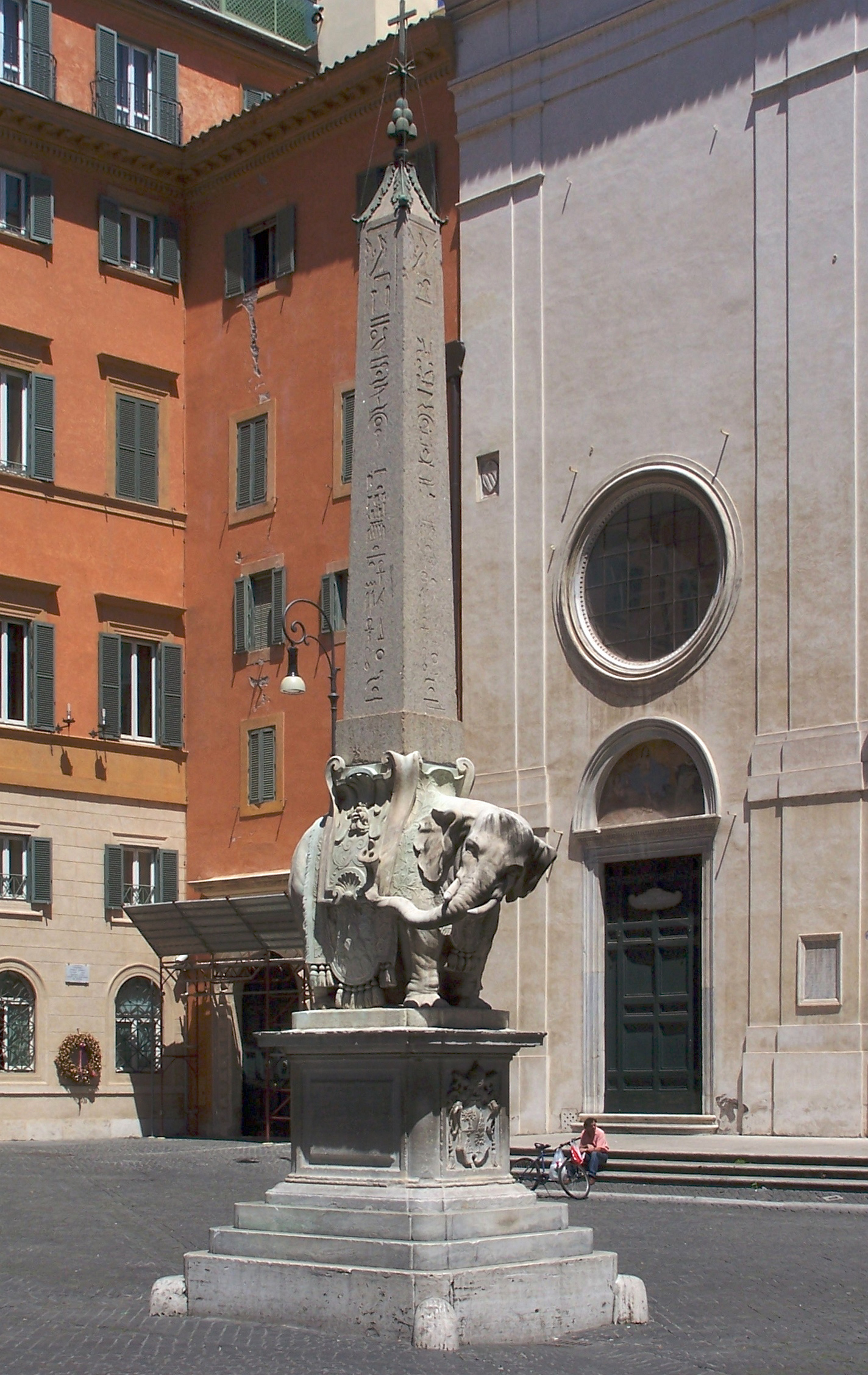
Обеліск Мінерви
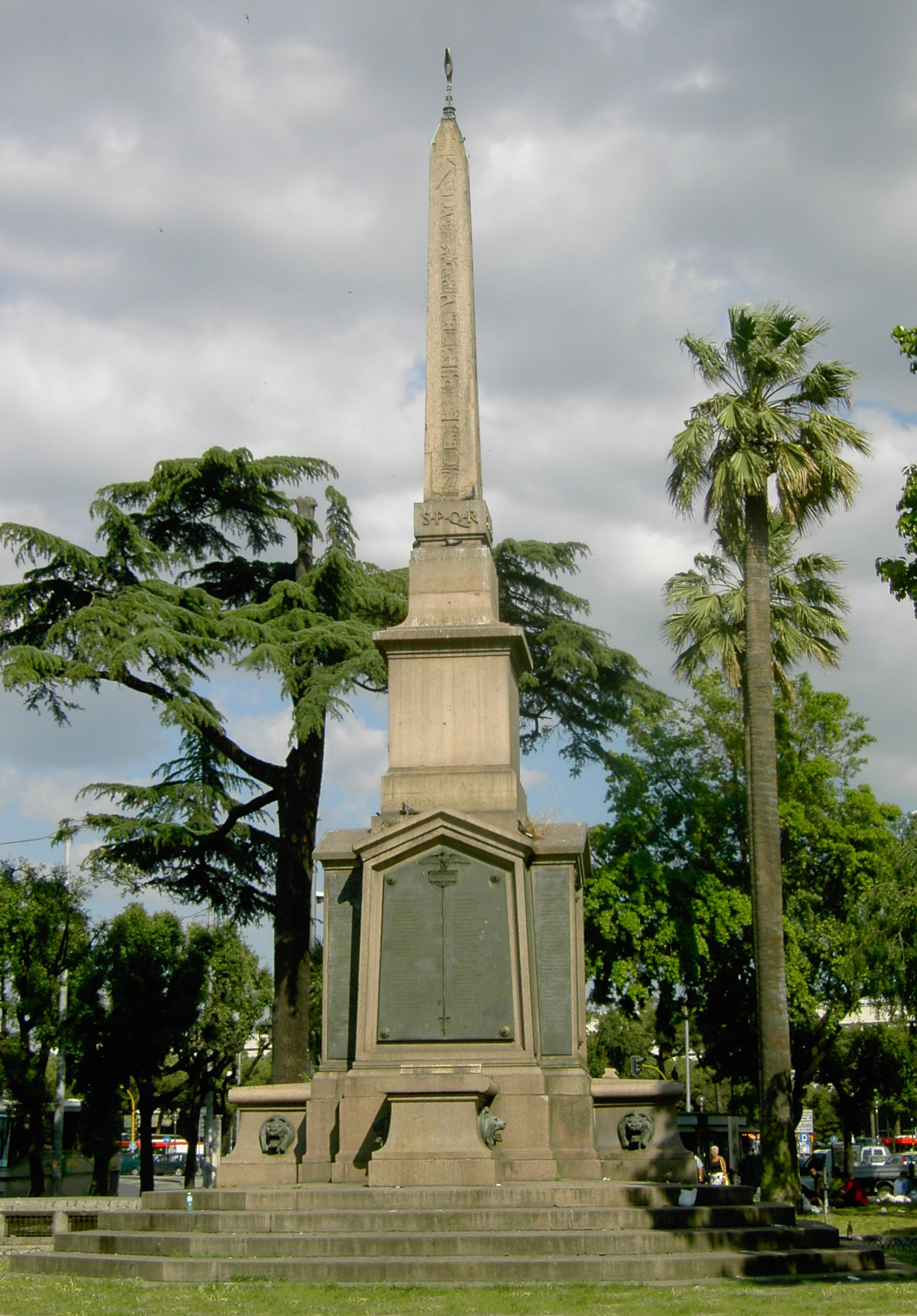
Обеліск Догалі
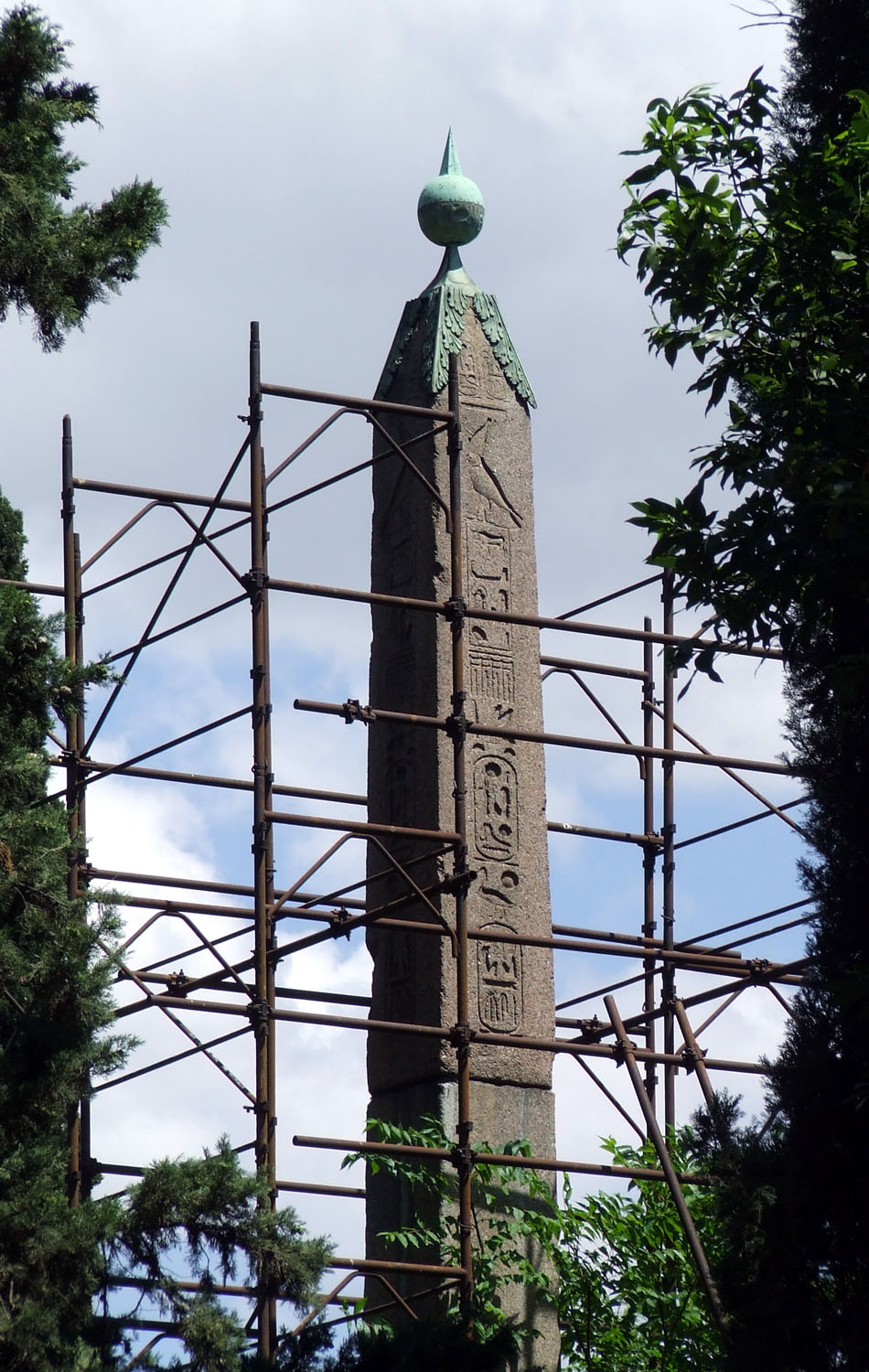
Обеліск вілли Челімонтано
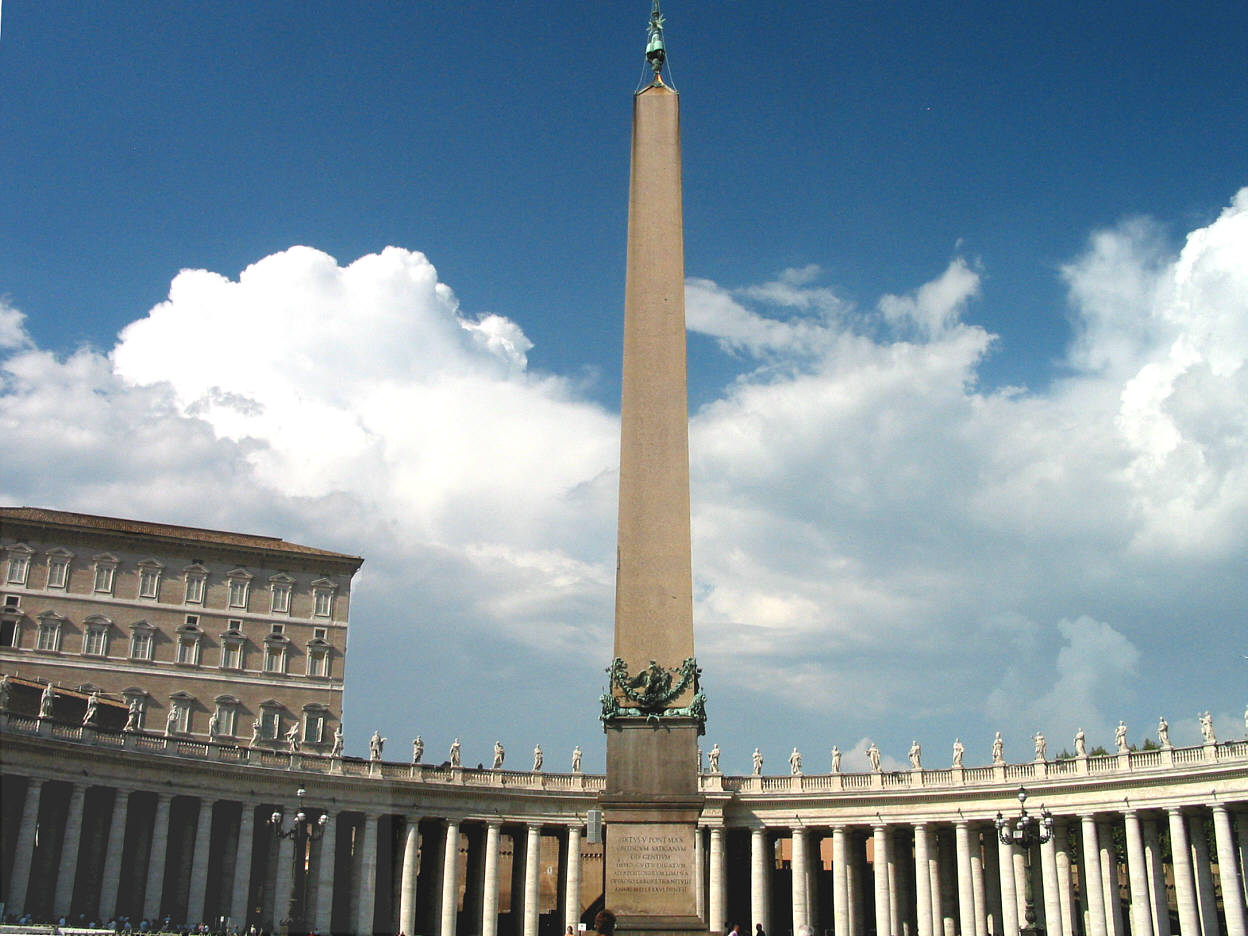
Ватиканський обеліск
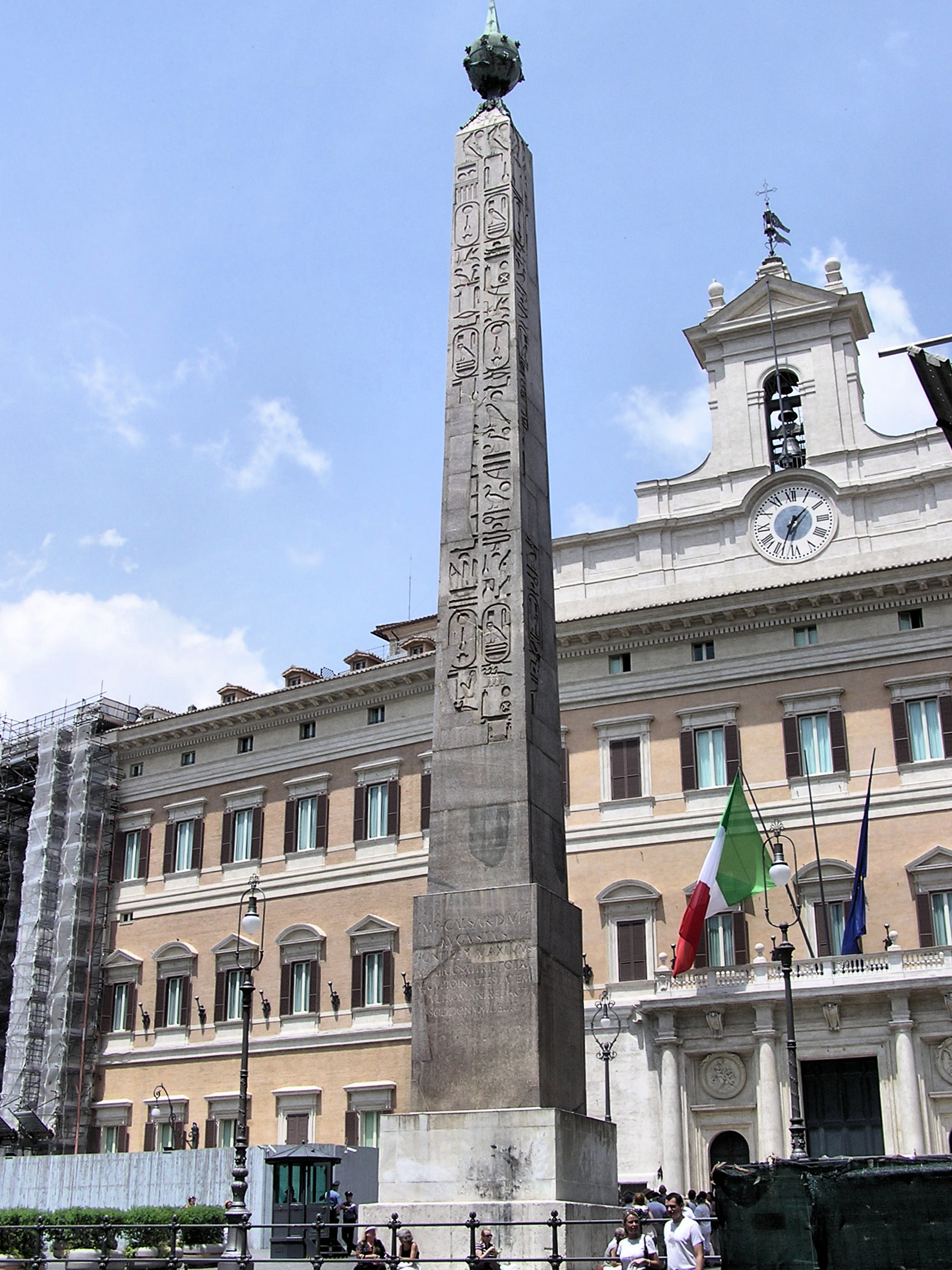
Обеліск Монтечиторіо
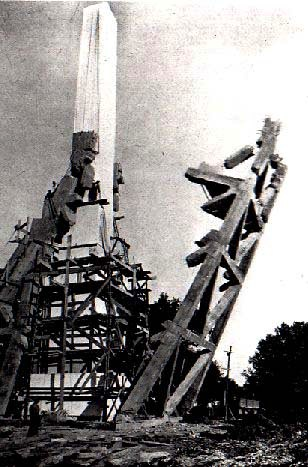
Обеліск Муссоліні
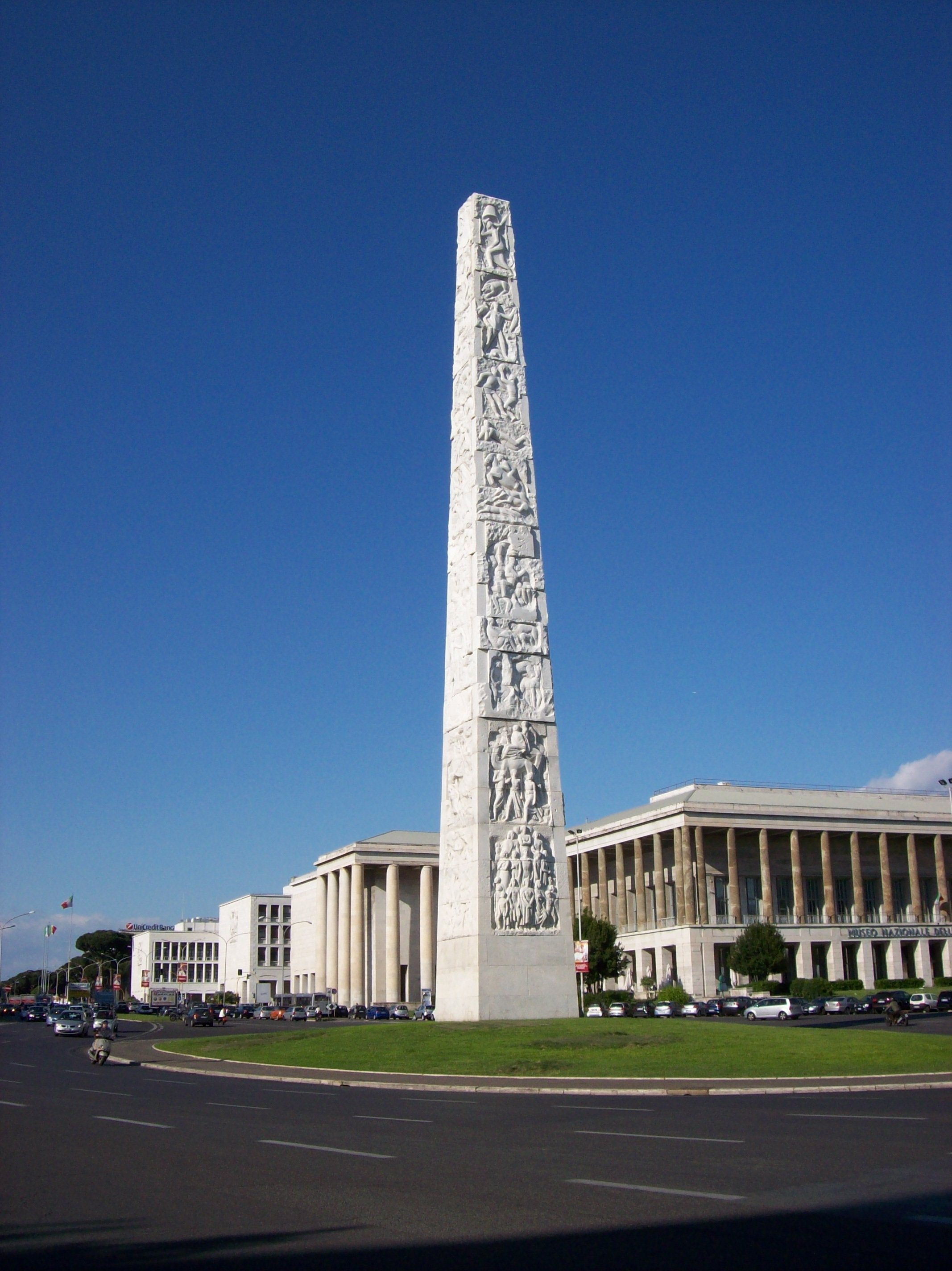
Обеліск Гульєльмо Марконі на однойменній площі римського виставкового містечка

 Вікісховище має мультимедійні дані за темою: Обеліски Рима